# باينسثون
باينسثون (بالفرنسية: Baincthun)‏ هي بلدية تقع في إقليم باد كاليه من منطقة نور با دو كاليه في شمال فرنسا. تبلغ مساحة هذه المدينة 26.69 (كم²)، وترتفع عن سطح البحر 32 م، يبلغ عدد سكانها 1350 نسمة حسب إحصاء المعهد الوطني للإحصاء والدراسات الاقتصادية سنة 2009 م. وترأس Daniel Parenty البلدية خلال فترة (2008-2014).